# جيري هاريسون
جيري هاريسون (بالإنجليزية: Gerry Harrison)‏ (15 أبريل 1972 في المملكة المتحدة - ) هو لاعب كرة قدم بريطاني في مركز الوسط. لعب مع كارديف سيتي ونادي بريستول سيتي ونادي بيرنلي ونادي سندرلاند ونادي لوتون تاون ونادي هايد إف سي ونادي هيرفورد ونادي واتفورد ونادي يورك سيتي وهال سيتي وهدرسفيلد تاون ونادي هاليفاكس تاون ونورثويتش فيكتوريا وليه جنيسيس ‏ وPrestwich Heys A.F.C. ‏.

## وصلات خارجية
- جيري هاريسون على موقع قاعدة بيانات كرة القدم.إي يو (الإنجليزية)
- جيري هاريسون على موقع Soccerbase.com (لاعب) (الإنجليزية)